# Joel García
Pour les articles homonymes, voir García.
García  Peña est un nom espagnol. Le premier nom de famille, en général paternel, est García ; le second, en général maternel, souvent omis, est Peña.
Joel José García Peña, né le 4 mars 1992, est un coureur cycliste dominicain. 

## Biographie
Durant sa jeunesse, Joel García joue d'abord au basketball, avant de passer au vélo. Il exerce habituellement le métier de caporal au sein de la Force aérienne dominicaine, lorsqu'il ne participe pas des compétitions cyclistes,. Actif en VTT, son palmarès comprend plusieurs titres de champion national de République dominicaine. Il a obtenu également une médaille de bronze au championnat panaméricain de cross-country en 2019. Sur route, il remporte deux étapes ainsi que le classement par points de la Vuelta a la Independencia Nacional en 2020. Il termine par ailleurs treizième du championnat panaméricain en ligne en 2021.
En 2024, il se classe troisième du championnat de République dominicaine sur route et vingt-huitième du championnat du monde de cross-country eliminator. Il parvient aussi à prendre la troisième place du VTT cross-country aux championnats de la Caraïbe.

## Palmarès sur route

### Par année
- 2015
  - Copa Cero de Oro :
    - Classement général
    - 3e étape
- 2017
  - Clásico Los Cocolos
- 2020
  - 3e et 4e étapes de la Vuelta a la Independencia Nacional
- 2022
  - Punta Cana Grand Prix :
    - Classement général
    - 1re étape
- 2024
  - 3e du championnat de République dominicaine sur route

### Classements mondiaux
| Année                                 | 2021  | 2022 | 2023  | 2024  |
| ------------------------------------- | ----- | ---- | ----- | ----- |
| Classement mondial                    | 1190e | nc   | 2765e | 1783e |
| UCI America Tour                      | 171e  | nc   | 486e  | nc    |
|                                       |       |      |       |       |
| Légende : nc = non classéSource : UCI |       |      |       |       |

## Palmarès en VTT

### Championnats panaméricains
- Aguascalientes 2019
  -  Médaillé de bronze du cross-country eliminator[4]

### Championnats de la Caraïbe
- Santiago de los Caballeros 2024
  -  Médaillé de bronze du cross-country

### Championnats nationaux
- 2015
  -  Champion de République dominicaine de cross-country[5]
- 2016
  -  Champion de République dominicaine de cross-country
- 2023
  -  Champion de République dominicaine de cross-country
- 2024
  -  Champion de République dominicaine de cross-country short track
  - 2e du championnat de République dominicaine de cross-country

## Palmarès sur piste

### Championnats nationaux
- 2014
  -  Champion de République dominicaine de keirin[6]